# Fritz Hilpert
Friedrich "Fritz" Hilpert est un ingénieur du son, musicien et percussionniste allemand, né le 31 mai 1956. Il est membre du groupe Kraftwerk depuis 1987.

## Biographie
Fritz Hilpert est alors un jeune ingénieur diplômé dans le domaine de l'image et de la technique du son lorsqu'il est embauché par Kraftwerk pour être opérateur du Synclavier et s'occuper notamment de l'archivage des sons. Son arrivée dans le groupe coïncide avec le départ de Wolfgang Flür. Auparavant Fritz Hilpert a étudié la trompette et les percussions au conservatoire Musisches Max-Reger-Gymnasium en Allemagne jusqu'en 1976. Il a également joué de la batterie dans plusieurs groupes avant de rejoindre Kraftwerk. Outre son travail d'ingénieur du son pour Kraftwerk au studio Kling Klang aux côtés notamment de Henning Schmitz, il a remplacé Wolfgang Flür au poste « percussion » pour les concerts du groupe à partir de 1990. Il est crédité pour son travail une première fois sur l'album The Mix, sorti en 1991. Sa contribution s'étend au domaine musical à partir du single Expo 2000 de 1999. Il est crédité en tant que co-compositeur sur la plupart des titres de l'album Tour de France Soundtracks de 2003. Il continue depuis de travailler activement au sein de Kraftwerk, des programmations et mises à jour du répertoire pour les concerts à la réalisation de projets comme Minimum-Maximum ou 3-D The Catalogue.
La carrière de Fritz Hilpert a été ponctuée par un problème de santé survenu en 2008 lors d'une tournée de Kraftwerk en Australie. Fritz Hilpert fut en effet victime d'une insuffisance cardiaque qui força Kraftwerk à annuler le spectacle de Melbourne le 22 novembre 2008. Cependant, il a été autorisé à reprendre ses activités dès le lendemain.
À partir de mai 2023, Fritz Hilpert est remplacé lors des concerts de Kraftwerk par Georg Bongartz. Il n'apparaît donc plus sur scène, mais son départ du groupe n'a néanmoins pas été confirmé.